# Conseil économique et social des Nations unies
Pour les articles homonymes, voir Conseil économique et social.
Le Conseil économique et social (acronyme anglais EcoSoC Economic and Social Council ou en français CESNU), est un des six organes principaux de l'ONU, créé d'après le chapitre X de la Charte des Nations unies. Il est placé sous l'égide de l'Assemblée générale des Nations unies et a un rôle consultatif concernant les questions de coopération économique et sociale internationale.

## Historique
La décision de créer un Conseil économique et social en tant que composante de l'ONU est prise lors de la conférence de Dumbarton Oaks, du nom de l’hôtel particulier de Washington où se tenait la réunion, à l’automne 1944. À cette occasion, les représentants de la Chine, des États-Unis, du Royaume-Uni et de l'URSS se sont mis d'accord sur les objectifs, la structure et le fonctionnement d'une organisation mondiale.
Les principes sont confirmés lors de la conférence de San Francisco d'avril 1945 qui conduit à la signature de la Charte des Nations unies le 26 juin de la même année et à une mise en place des organes principaux dès le début 1946. Les responsabilités de l'ONU dans les domaines économique et social sont plus fortes que celles qui étaient prises auparavant par la Société des Nations.

## Rôle
Son rôle est d'examiner des questions dans les domaines économique, social, culturel, éducatif, de santé publique, de développement durable, et tout autre domaine apparenté à ces derniers. Il entretient également des liens étroits avec les ONG dans les domaines de sa compétence.
Il peut déléguer les questions pouvant être traitées par un organe spécialisé de l'ONU. À titre d'exemple, les questions traitant des campagnes de vaccination sont déléguées à l'OMS.

## Composition
La composition du Conseil est définie dans l'article 61 du chapitre X de la Charte des Nations unies. À sa création, la composition était de 18 membres, puis elle est portée à 27 membres par amendement entré en vigueur le 31 août 1965. Depuis le 24 septembre 1973, le Conseil comprend 54 membres, originaires de cinq zones géographiques différentes. Ils sont élus par l'Assemblée générale des Nations unies, pour un mandat de trois ans débutant le 1er janvier, renouvelés par tiers tous les ans.

### Mandat en cours
En 2025, les membres du Conseil sont originaires des États suivants :
Afrique (14 sièges)
| - Afrique du Sud (2027) - Algérie (2027) - Botswana (2025) - Cap-Vert (2025) | - Cameroun (2025) - Côte d'Ivoire (2027) - Djibouti (2027) - Guinée équatoriale (2025) | - Kenya (2026) - Mauritanie (2026) - Nigeria (2026) | - Sénégal (2026) - Tanzanie (2027) - Zambie (2026) |

Asie (11 sièges)
| - Arabie saoudite (2027) - Bangladesh (2027) - Chine (2025) | - Corée du Sud (2025) - Japon (2026) - Laos (2025) | - Népal (2026) - Ouzbékistan (2027) - Pakistan (2026) | - Qatar (2026) - Sri Lanka (2027) |

Europe orientale (6 sièges)
| - Arménie (2027) - Azerbaïdjan (2027) | - Pologne (2026) - Slovaquie (2025) | - Slovénie (2025) - vacant |

Amérique Latine et Caraïbes (10 sièges)
| - Antigua-et-Barbuda (2027) - Brésil (2025) - Colombie (2025) | - Costa Rica (2025) - Haïti (2026) - Mexique (2027) | - Paraguay (2026) - République dominicaine (2027) | - Suriname (2026) - Uruguay (2026) |

Europe occidentale et autres États (13 sièges)
| - Australie (2025) - Autriche (2027) - Espagne (2026) | - Canada (2027) - Finlande (2025) - France (2026) | - Italie (2027) - Liechtenstein (2026) - Pays-Bas (2027) | - Royaume-Uni (2026) - Suède (2025) - Suisse (2027) - Turquie (2025) |

### Mandats précédents

#### Liste des mandats terminés fin 2023
Afrique
| - Liberia (2023) - Libye (2023) - Madagascar (2023) | - Nigeria (2023) - Zimbabwe (2023) |

Asie
| - Indonésie (2023) - Îles Salomon (2023) | - Japon (2023) |

Europe orientale (6 sièges)
| - Bulgarie (2023) | - vacant |

Amérique Latine et Caraïbes (10 sièges)
| - Argentine (2023) - Bolivie (2023) | - Guatemala (2023) - Mexique (2023) |

Europe occidentale et autres États (13 sièges)
| - France (2023) - Israël (2023) - Grèce (2023) | - Liechtenstein (2023) - Portugal (2023) - Royaume-Uni (2023) |

#### Liste des mandats terminés fin 2022
Afrique (14 sièges)
| - Bénin (2022) - Botswana (2022) | - Gabon (2022) - République du Congo (2022) |

Asie (11 sièges)
| - Bangladesh (2022) - Chine (2022) | - Corée du Sud (2022) - Thaïlande (2022) |

Europe orientale (6 sièges)
| - Lettonie (2022) | - Monténégro (2022) | - Russie (2022) |

Amérique Latine et Caraïbes (10 sièges)
| - Colombie (2022) | - Nicaragua (2022) | - Panama (2022) |

Europe occidentale et autres États (13 sièges)
| - Allemagne (2022) - Autriche (2022) - Danemark (2022) | - Finlande (2022) - Grèce (2022) - Nouvelle-Zélande (2022) |

#### Liste des mandats terminés fin 2021
Afrique
| - Angola (2021) - Égypte (2021) | - Éthiopie (2021) - Kenya (2021) | - Mali (2021) |

Asie
| - Arabie saoudite (2021) | - Iran (2021) | - Pakistan (2021) | - Turkménistan (2021) |

Europe orientale
| - Arménie (2021) | - Ukraine (2021) |

Amérique Latine et Caraïbes
| - Brésil (2021) | - Jamaïque (2021) | - Paraguay (2021) |

Europe occidentale et autres États
| - Canada (2021) | - États-Unis (2021) | - Luxembourg (2021) - Pays-Bas (2021) |

#### Liste des mandats terminés fin 2020
Afrique
| - Ghana (2020) - Malawi (2020) | - Mali (2020) - Maroc (2020) | - Soudan (2020) - Togo (2020) |

Asie
| - Inde (2020) - Japon (2020) | - Philippines (2020) - Thaïlande (2022) |

Europe orientale
| - Biélorussie (2020) |

Amérique Latine et Caraïbes
| - Équateur (2020) - Mexique (2020) | - Salvador (2020) - Uruguay (2020) |

Europe occidentale et autres États
| - Allemagne (2020) - Espagne (2020) | - France (2020) | - Irlande (2020) - Malte (2020) |

#### Liste des mandats terminés fin 2019
Afrique
| - Bénin (2019) | - Cameroun (2019) | - Eswatini (2019) | - Tchad (2019) |

Asie
| - Cambodge (2019) | - Chine (2019) | - Corée du Sud (2019) | - Yémen (2019) |

Europe orientale
| - Azerbaïdjan (2019) | - Bosnie-Herzégovine (2019) | - Russie (2019) |

Amérique Latine et Caraïbes
| - Colombie (2019) | - Saint-Vincent-et-les-Grenadines (2019) | - Venezuela (2019) |

Europe occidentale et autres États
| - Andorre (2019) | - Norvège (2019) | - Royaume-Uni (2019) | - Suède (2019) |

#### Liste des mandats terminés fin 2018
Afrique
| - Afrique du Sud (2018) - Algérie (2018) | - Nigeria (2018) - Rwanda (2018) | - Somalie (2018) |

Asie
| - Afghanistan (2018) - Émirats arabes unis (2018) | - Irak (2018) - Liban (2018) | - Tadjikistan (2018) - Vietnam (2018) |

Europe orientale
| - Moldavie (2018) | - République tchèque (2018) |

Amérique Latine et Caraïbes
| - Chili (2018) | - Guyana (2018) | - Pérou (2018) |

Europe occidentale et autres états
| - Australie (2018) - Belgique (2018) | - Espagne (2018) - États-Unis (2018) | - Italie (2018) |

## Sessions
Le Conseil économique et social se réunit généralement en session de fond chaque année pendant cinq semaines, une fois à New York et une fois à Genève.
Un minimum de deux sessions d'organisation se déroulent à New York.

## Organisation
Le Conseil est dirigé par un bureau, avec à sa tête un président et quatre vice-présidents.

### Présidents
| Période                           | Nom                              | Pays                            |
| --------------------------------- | -------------------------------- | ------------------------------- |
| 2001                              | Martin Belinga-Eboutou           | Cameroun                        |
| 2002                              | Ivan Šimonović                   | Croatie                         |
| 2003                              | Gert Rosenthal                   | Guatemala                       |
| 2004                              | Marjatta Rasi                    | Finlande                        |
| 2005                              | Munir Akram                      | Pakistan                        |
| 2006                              | Ali Hachani                      | Tunisie                         |
| 2007                              | Dalius Čekuolis                  | Lituanie                        |
| 2008                              | Léo Mérorès                      | Haïti                           |
| 2009                              | Sylvie Lucas                     | Luxembourg                      |
| 2010                              | Hamidon Ali                      | Malaisie                        |
| 2011                              | Lazarous Kapambwe                | Zambie                          |
| 2012                              | Miloš Koterec                    | Slovaquie                       |
| 2013                              | Néstor Osorio                    | Colombie                        |
| Janvier 2014 - juillet 2015       | Martin Sajdik                    | Autriche                        |
| Juillet 2015 - juillet 2016       | Oh Joon                          | Corée du Sud                    |
| Juillet 2016 - juillet 2017       | Frederick Musiiwa Makamure Shava | Zimbabwe                        |
| Juillet 2017 - juillet 2018       | Marie Chatardová                 | République tchèque              |
| 26 juillet 2018 - 24 juillet 2019 | Inga Rhonda King                 | Saint-Vincent-et-les-Grenadines |
| 25 juillet 2019 - 22 juillet 2020 | Mona Juul                        | Norvège                         |
| 23 juillet 2020 - 22 juillet 2021 | Munir Akram                      | Pakistan                        |
| 23 juillet 2021 - 24 juillet 2022 | Collen Vixen Kelapile            | Botswana                        |
| 25 juillet 2022 - 26 juillet 2023 | Lachezara Stoeva                 | Bulgarie                        |
| 27 juillet 2023 - 25 juillet 2024 | Paula Narváez Ojeda              | Chili                           |
| 25 juillet 2024 - 31 juillet 2025 | Bob Rae                          | Canada                          |
| Depuis le 31 juillet 2025         | Lok Bahadur Thapa                | Népal                           |

## Commissions
Le Conseil économique et social est l'organe principal de coordination des activités économiques et sociales des institutions spécialisées de l'ONU, des commissions techniques et des cinq commissions régionales

### Commissions techniques
Les commissions techniques sont des organes subsidiaires du Conseil économique et social. Elles s'occupent de problèmes très divers et couvrent en général des domaines de la vie économique pour lesquels il n’existe pas d’institution spécialisée.

#### Commission de la condition de la femme
En février 1946, est créée une sous-commission de la Commission des droits de l'homme chargée de la condition de la femme. Puis, en juin 1946, la Commission de la condition de la femme (en anglais Commission on the Status of Women à l'acronyme CSW) est créée visant à la promotion de l’égalité des sexes et de l'autonomisation des femmes. La Commission de la condition de la femme joue un rôle dans la promotion des droits des femmes et contribue à l'établissement des normes mondiales relatives à l'égalité des sexes et à l'autonomisation des femmes.

#### Commission des sciences et de la technique au service du développement
La Commission des sciences et de la technique au service du développement (CSTD) a été créée en 1992. Elle a une fonction de conseil de l'Assemblée générale de l'ONU et du Conseil économique et social sur les questions d'innovation et de technologies. Elle est composée de 43 États membres désignés par le Conseil économique et social, chacun de ces États nommant des experts pour siéger à une telle commission. Le secrétariat de cette commission est assuré par le Secrétariat de la Conférence des Nations unies sur le commerce et le développement (CNUCED).

#### Commission des statistiques
Créée en 1947, la Commission des statistiques établit les normes statistiques internationales, met au point des concepts et des méthodes statistiques ainsi que leur mise en œuvre aux niveaux national et international. Elle est composée de 24 États membres.

#### Commission des stupéfiants
La Commission des stupéfiants (aussi connue par son acronyme anglais CND pour Commission on Narcotic Drugs) est créée en 1946 pour remplacer le Comité consultatif sur le trafic d'opium et d'autres drogues dangereuses mis en place par la Société des Nations en décembre 1920. Elle fait des recommandations en matière de politiques relatives aux drogues à l'attention des États membres de l'ONU et est l'organe directeur de l'Office des Nations unies contre la drogue et le crime (ONUDC). Elle établit la classification des stupéfiants, des substances psychotropes et des précurseurs, et en définit les modalités de contrôle.

#### Commission pour la prévention du crime et la justice pénale
Créée en 1992, la Commission pour la prévention du crime et la justice pénale est l'organe législatif central du Programme pour la prévention du crime et la justice pénale. Elle est un appui à la définition de la politique pénale mondiale en matière criminelle.

#### Autres commissions techniques
- Commission de la population et du développement
- Commission du développement social

#### Les commissions techniques aujourd'hui dissoutes
De 1946 à 2006, la Commission des droits de l'homme, composée de 53 membres, a permis d'adopter de nombreux instruments des droits de l'homme. Depuis 2006, cette commission est remplacée par le Conseil des droits de l'homme, organe intergouvernemental du système des Nations unies.
La Commission du développement durable (CDD) est chargée de 1993 à 2013 de suivre les résultats du Sommet de la Terre. Elle est remplacée en 2013 par le Forum politique de haut niveau pour le développement durable.

### Commissions régionales
Les Commissions économiques régionales correspondent en général à un continent, à l’exception de l’Asie divisée en une zone Ouest et Est. Les premières commissions ont été instituées à la sortie de la seconde guerre mondiale pour accompagner le développement économique des zones dévastées par la guerre. Chacune des commissions est dotée de son secrétariat exécutif pour gérer l’exercice de ses missions et s’appuie de commissions de travail sur des thématiques régionalisées.

#### Commission économique pour l'Afrique

Carte montrant les sous-régions de la CEA:

La Commission économique pour l’Afrique (CEA) a été créée à la suite de la douzième session de l’Assemblée générale de l’ONU en 1957 qui avait noté que les commissions économiques régionales étaient utiles, sur le plan économique, aux pays sous-développés d’Asie et d’Amérique latine.
Elle est établie en 1958 par le Conseil économique et social et a pour mandat d’appuyer le développement économique et social de ses États membres, d’encourager l'intégration régionale et de promouvoir la coopération internationale pour le développement de l'Afrique.
Cette commission est composée de 54 États membres.

#### Commission économique pour l'Europe

États membres de la CEE-ONU

La Commission économique des Nations unies pour l’Europe (acronyme CEE-ONU, plus connue dans sa version anglaise UNECE) est créée le 28 mars 1947 par une résolution du Conseil économique et social à la suite de la résolution de l'Assemblée générale de l'ONU visant à apporter une aide efficace aux pays dévastés par la guerre.
Elle est composée de 56 membres de pays européens mais aussi d’autres pays comme les États-Unis, le Canada, Israël ou la Turquie, ainsi que les ex-républiques soviétiques du Caucase et d'Asie centrale.

#### Commission économique pour l'Amérique latine et les Caraïbes

États membres de la CEPALC

La Commission économique pour l'Amérique latine (CEPAL) est créée par résolution du Conseil économique et social en 1948, à l'origine en vue de relancer l'économie du continent après la seconde guerre mondiale. Sa priorité est de combattre le sous-développement par une action concertée. Elle est rebaptisée Commission économique pour l'Amérique latine et les Caraïbes (CEPALC) en 1984.
Tous les États indépendants de cette région et les nations en dehors de la région possédant des territoires dans la région sont membres de plein droit de la CEPALC.

#### Commission économique et sociale pour l'Asie et le Pacifique

États membres de la CESAP

En 1947, est créée une commission régionale sous le nom de Commission économique de l'Asie et de l'Extrême-Orient pour les Nations unies ou ECAFE (en anglais United Nations Economic Commission for Asia and the Far East) pour encourager la coopération économique entre les États membres. En 1974, elle change de nom pour devenir la Commission économique et sociale pour l’Asie et le Pacifique (Economic and Social Commission for Asia and the Pacific ou ESCAP).
La CESAP est composé de 53 États membres (dont la France, les Pays-Bas, les États-Unis et le Royaume-Uni) et de neuf États associés.

#### Commission économique et sociale pour l'Asie occidentale
La Commission économique des Nations unies pour l'Asie occidentale est créée en 1973, devenant ainsi la cinquième commission régionale du Conseil économique et social. Elle change de nom en 1985 pour devenir la Commission économique et sociale pour l'Asie occidentale (CESAO).

États membres de la CESAO

Elle se compose de 14 États membres.

### Comités permanents

#### Comité chargé des organisations non gouvernementales
Un Comité chargé des organisations non gouvernementales (ONG) est chargé d'étudier les requêtes des ONG qui souhaitent obtenir un statut consultatif, qui leur permet de suivre toutes les réunions publiques du Conseil économique et social et de ses organes subsidiaires,. L'article 71 de la Charte de l'ONU prévoit en effet que le Conseil économique et social peut prendre toutes les dispositions nécessaires pour consulter les ONG sur les sujets relevant de sa compétence. En 1946, 41 ONG ont un statut consultatif auprès de l’ECOSOC ; elles sont environ 700 en 1992 et 3 400 en 2011.

#### Comité du programme et de la coordination
En 1962, est créé un Comité spécial de coordination qui devient, en 1966, le Comité du programme et de la coordination, en vue d’aider le Conseil économique et social dans son rôle de coordination avec les agences spécialisées de l’ONU et les différents programmes. C’est un organe subsidiaire du Conseil économique et social et de l’Assemblée générale de l’ONU, dont le mandat est précisé dans une résolution de 1976 du Conseil économique et social. Il est composé de 21 États-membres.

### Autres
Le Conseil économique et social dispose également de plusieurs groupes d'experts reconnus, siégeant au nom de leurs gouvernements, ou à titre individuel.
- Comité d'experts du transport des marchandises dangereuses et du Système général harmonisé de classification et d'étiquetage des produits chimiques
- Groupe de travail intergouvernemental d'experts des normes internationales de comptabilité et de publication
- Groupe d'experts des Nations unies pour les noms géographiques
- Comité d'experts des Nations unies sur la gestion de l’information géospatiale à l’échelle mondiale
- Comité des politiques de développement
- Comité d'experts de l'administration publique
- Comité d'experts de la coopération internationale en matière fiscale
- Comité des droits économiques, sociaux et culturels
- Instance permanente sur les questions autochtones

D'autres commission existent, telles la Commission des Nations unies pour le droit commercial international (CNUDCI) ou la Commission de la fonction publique internationale (CFPI).

## Agences spécialisées
Le conseil économique et social est chargé de la coordination des travaux des agences spécialisées de l'ONU. Ces agences sont des organisations intergouvernementales ayant des statuts, des organes, un budget, un personnel, une direction et un siège qui leur sont propres.

### Organisation internationale du travail
Créée initialement en 1919, l'Organisation internationale du travail devient en 1946 la première des institutions spécialisées de l'ONU. Sa mission est de rassembler gouvernements, employeurs et travailleurs de ses États-membres dans le cadre d'une institution tripartite, en vue d'une action commune pour promouvoir les droits au travail, encourager la création d'emplois décents, développer la protection sociale et renforcer le dialogue social dans le domaine du travail.

### Organisation des Nations unies pour l'alimentation et l'agriculture
L’Organisation des Nations unies pour l’alimentation et l’agriculture, plus connue sous le sigle FAO tiré de l'anglais (Food and Agriculture Organization of the United Nations) a été créée en 1945 en vue de résoudre les problèmes d’alimentation. Son action est complété par deux organes subsidiaires de l’ONU : le Programme alimentaire mondial, piloté avec le Conseil économique et social et le Conseil mondial de l’alimentation, dont elle assure le secrétariat.

### Autres agences spécialisées
- Banque mondiale
- Fonds international de développement agricole
- Fonds monétaire international
- Organisation de l'aviation civile internationale
- Organisation maritime internationale
- Organisation météorologique mondiale
- Organisation mondiale de la propriété intellectuelle
- Organisation mondiale de la santé
- Organisation mondiale du tourisme
- Organisation des Nations unies pour le développement industriel
- Organisation des Nations unies pour l'éducation, la science et la culture
- Union internationale des télécommunications
- Union postale universelle